# مأساة السماء في الصحراء (كتاب)
مأساة السماء في الصحراء كتاب تاريخي إسلامي من تأليف الدكتور هوار محمد سعيد بلو. يتناول الكتاب بأسلوب تاريخي سلس جملة المآسي والرزايا التي تعرض لها الإسلام كدين على يد العرب كقومية.. حيث حاول الكاتب في كتابه هذا أن يفصل بين مصطلحين مهمين للغاية وهما (الإسلام) و(العروبة)، إذ يرى الكاتب أن العرب كقومية لم يتقبلوا شريعة الله إلا بالقوة والسيف وأنه لمن الظلم أن نوفق بين هذين المصطلحين. وبرأي الكاتب يكون الإسلام كدين قد ابتلي بالعرب وليس العرب هم من ابتلوا بالإسلام.. يبدأ الكتاب بنبذة مركزة حول العصر الجاهلي مروراً بالعصر النبوي ثم عهد الخليفة الراشدي الأول أبي بكر الصديق وينتهي الكتاب بمقتل الخليفة الراشدي الثاني عمر بن الخطاب. وجدير بالذكر ان هذا الكتاب رغم محدودية طبعته المحلية قد اثار نقاشاً واسعاً عبر بعض المنتديات الإلكترونية بينما حظي بالرفض الكامل في البعض الآخر.